# Автошлях Р 71
Автошля́х Р 71 (на частині маршруту має назву Балтська дорога) — автомобільний шлях регіонального значення в Одеській, Кіровоградській та Черкаській областях. Розпочинається на об'їзній дорозі міста Одеса у Міжлиманському, відгалужуючись від E58 і прямує спочатку на північний захід, проходячи через Іванівку. У районі села Петровірівки перший раз перетинає магістраль М05 E95 і далі, проходячи через Ширяєве і Ананьїв прямує до Балти, де змінює напрямок на північно-східний, проходить через Піщану, далі в Кіровоградській області через Бандурове, Бугове, Хащувате та Мощене, у Черкаській - через Колодисте та Рижавку. Закінчується на другому своєму перехресті з М05 поблизу села Ладижинка.

## Загальна довжина
Міжлиманське — Іванівка — Ананьїв — Піщана — Хащувате — Колодисте — Рижавка — М05 — 275,4 км.